# Интерполација
Интерполација је уопштено појам који се односи на поступак уметања између две вредности.
У нумеричкој анализи се овај израз користи за поступак којим се између две познате вредности неке функције умеће нека нова, обично једноставнија, функција тако да ова вредност не одступа од дате за више од неке жељене границе.
Основни проблем интерполације је егзистенција функције која у тачкама  има задате вредности . Тачке  називамо чворовима интерполације, а функцију f интерполационом функцијом.
Због једноставности полиномске функције, појам интерполација се најчешће односи на интерполацију реалне функције алгебарским полиномом. Најједноставнији облик интерполационог полинома је . Познати су и Лагранжов интерполациони полином, као и Њутнов интерполациони полином.